# Hendrik Leendert du Boeuff
Hendrik Leendert du Boeuff (Nieuw-Beijerland, 1 februari 1903 – Oegstgeest, 1 december 1976) was een Nederlands politicus van de CHU.
Hij werd geboren als zoon van Johannes du Boeuff (1857-1908, arts) en Johanna Margaretha Klaassen (1871-1945). Hij was getrouwd met Helena Hansen (1915-1992). Vanaf 1920 was hij meerdere jaren werkzaam als volontair; eerst bij de gemeentesecretarie van Rijnsburg en daarna te Katwijk. Midden 1925 werd hij ambtenaar ter secretarie in Waddinxveen. Vanaf 1931 was hij de burgemeester van Maasland. Na de bevrijding werd Du Boeuff geschorst maar in 1946 werd hij opnieuw benoemd tot burgemeester van Maasland. In 1950 volgde zijn benoeming tot burgemeester van Oegstgeest wat hij zou blijven tot zijn pensionering in maart 1968. Hij overleed eind 1976 op 73-jarige leeftijd.